# (3254) Bus
(3254) Bus es un asteroide que forma parte del cinturón exterior de asteroides y fue descubierto por Edward L. G. Bowell desde la Estación Anderson Mesa, en Flagstaff, Estados Unidos, el 17 de octubre de 1982.

## Designación y nombre
Bus se designó inicialmente como 1982 UM.
Más adelante, en 1985, fue nombrado en honor del astrónomo estadounidense Schelte John Bus.

## Características orbitales
Bus está situado a una distancia media del Sol de 3,948 ua, pudiendo acercarse hasta 3,291 ua y alejarse hasta 4,606 ua. Su inclinación orbital es 4,447 grados y la excentricidad 0,1665. Emplea en completar una órbita alrededor del Sol 2866 días.
Bus pertenece al grupo asteroidal de Hilda.

## Características físicas
La magnitud absoluta de Bus es 11,1 y el periodo de rotación de 6,62 horas. Está asignado al tipo espectral T de la clasificación SMASSII.